# Gustav II. Adolf
Gustav II. Adolf, švedski kralj, * 9. december 1594, Tre Kronor (grad), Stockholm, † 6. november 1632 Lützen, Saška, Sveto rimsko cesarstvo
Adolf je postal kralj, ko mu še ni bilo 17 let. Na začetku je doživel kar nekaj težav. Njegov oče Karel IX. si je prilastil krono zakonitega kralja Sigismunda, ki je bil tudi kralj Poljske. Karel je moral v vojno s Poljsko zaradi spornega ozemlja ob Baltiku in nasledstva ruske krone. Istočasno je izval vojno s starim nasprotnikom-Dansko, čeprav je bil finančno in vojaško šibak. Dežela je bila notranjo razcepeljena in nezadovoljno švedsko plemstvo je Gustava sprejelo za kralja šele takrat, ko je podpisal listino, s katero je bila njegova moč omejena.

## Vladanje
Vojna z Dansko se je leta 1613 naglo in ne preveč ugodno končala. Štiri leta kasneje je konec vojne v Rusiji je prinesel nove dežele ob finskem zalivu in tako pretrgal ruski dostop k Baltiku. Toda vojna s Poljsko se je še dolgo nadaljevala.
Na domačem bojišču je Gustav pokazal spravljivo taktiko. Za novega kanclerja je imenoval Axela Oxenstierna, njuno sodelovanje je bilo plodno. Oxenstierna je izpeljal precej vladnih reform. Njegova reorganizacije državne blagajne je omogočila Švedski, da postane velika sila. Kralj je osnoval jasen sistem krajevne uprave, ki je bila neposredno odgovorna kroni. Izpeljal je pomembne refomre na področju izobraževanja, ki naj bi povečal število izobraženih ljudi za vedno obsežnejšo državno upravo.

## Vojskovanje
Bil je dobro izobražen v vojskovanju in k načinu bojevanja je prispeval veliko taktičnih novosti, med njimi lažje in mobilnejše topništvo ter njegove prožnejše enote. Bil je pogumen poveljnik. V vojskovanju je užival, tako kot sredi največjega boja, kar je tudi vzrok njegove smrti.

## Tridesetletna vojna
Švedsko posredovanje v tridesetletni vojni ni bilo le želja rešiti luteranstvo. Gustav si je dvanajst let prizadeval da se ne bi neposredo zapletel v spopad. Dovolj težev je imel že s Poljsko. Hitro napredovanje cesarske vojske čez severno Nemčijo in neprikrita habsburška želja, da bi imeli pod nadzorom trgovino ob Baltiku, čemur je sledila še osvojitev vseh pristanišč ob Baltiku -razen štirih- vse to pojasnuje nadaljnji razvoj dogodkov. S francosko pomočjo je bil s Poljsko sklenjen sporazum in leta 1630 je Gustav z vojsko pristal na Peenemundeju.
Presnetljivo je, da pri tem ni imel nemškega zaveznika. Za množice je bil res rešitelj, vendar se je nemškim protestanskim knezom zdel sumljiv. Sčasoma mu je useplo da si je pridobil njihovo nejevoljno sodelovanje. Medtem je cesarjeva vojska pod sijajnim generalom Tillyem žela uspeh za uspehom. Septembra leta 1631, dobro leto po prihodu je Gustav uničil Tillyjevo cesarsko vojsko v Brietenfeldu blizu Leipziga. Oslabljena je zbežala v severozahodno Nemčijo, Gustav pa je svojo vojsko zmagoslavno pripeljal v Porenje. Pozimi leta 1631-1632 se je ustalil v Mainzu, središču zapletene politike, ki je bila vir nasprotij. Švedska vojska je nadozorovala polovico Nemčije. Tokrat je švedski kralj delal kupčije z različnimi interesi Francozov, Angležev, Madžarov in drugih sil. Hotel je ustvariti močno zvezo protestanskih germanskih držav pod švedskim nadzorstvom. Zamisli so nasprotovali knezi, ki so se bali da bi enega cesarja zamenjal drugi.
Spomladi se je Gustav s svojo vojsko začel pomikati vzdolž Donave. Hotel je uničiti habsburško vojsko. Načrte mu je prekrižal izvrstni general Wallenstein ki je napadel Saško. Gustav je bil prisiljen, da se umakne na sever. Po mesecih čakanja so Švedi napadli Wallensteina blizu Nurnberga in doživeli polom. Morala je padla in tretjina vojske je dezertirala. Novembra je imel Gustav priložnost, da ujame Walensteina, ker se je njegova vojska razkropila. Megla je Gustavu preprečila, da uporabi svojo izvirno strategijo. Švedi pa so doživeli še en poraz, ko je bil Gustav smrtno ranjen. Njegov namestnik Bernard je skorajšen poraz preobrnil v zmago.

## Zapuščina
Z Gustavovo smrtjo je propadel veliki načrt za ustanovitev protestanske zveze pod švedskim nadzorom. Švedska je do žalostnega konca vojne ostala pod vodstvom Oxensteirna. Pri podpisu miru v Vestfaliji leta 1648 je Švedska dobila več pomembnega ozemlja ob Baltiku. Še daleč v naslednje stoletje je ostala vladarica tega morja. Prestolonaslednica je po njegovi smrti postala Kristina Švedska Katoliška.